# 信田かずお
信田 かずお（のぶた かずお、1949年11月7日 - ）は、日本の作曲家・編曲家・ピアニスト。
※寺内タケシとブルージーンズのキーボード奏者・信田和雄（元クリエイション）とは別人である。

## 経歴
- 萩田光雄、船山基紀、大村雅朗らを輩出したヤマハ合歓音楽院研究室で楽曲のアレンジを学んだ[2]。
- 1979年には、松下誠と「ミルキーウェイ」名義でLP『サマータイム・ラブ・ソング』を発表している[3]。
- 松田聖子のデビュー曲である『裸足の季節』、シングル『風は秋色』や、初期アルバム3部作である『SQUALL』、『North Wind』、『Silhouette』における主要な編曲者である。
  - 信田は松田について、「作曲の小田さんが従来の歌謡曲と違って欧米系の作りをしていた。なので、僕のアレンジもTOTOとかボズ・スキャッグスなど、当時の最先端の洋楽をイメージしています。とにかくカッコいい音作りがやりたかった。日本の歌に洋楽のテイストをガンガンと乗せていったし、彼女のボーカリストとしての容量が、さらに冒険させてくれた。」と述べている[2]。
- 当時、さだまさしのツアーバンドである亀山社中において、ピアノを担当していた[4]。2014年には、亀山社中のライブでピアノを担当している[5]。
- アニメ作品の主題歌、テレビの音楽番組、映画音楽などでも作・編曲や音楽監督を数多く担当している[6]。
- ヤマハミュージックリテイリング「ミュージックアベニュー渋谷公園通り」にて、ピアノの講師をしている[7]。

## 楽曲提供作品

### 歌謡曲・J-POP
- 井上昌己
  - 「さよならパラダイスビーチ」（編曲）

- 尾崎紀世彦
  - 「明日への扉」（編曲）
  - 「ブルー・スカイ・イン・マイ・ハート」（編曲）

- 加川明
  - 「飲んだくれ」（編曲）
  - 「ハジメの一歩」（編曲）
  - 「お前に逢えてよかった」（編曲）

- 狩人
  - 「いつも夕暮れ」（編曲）
  - 「まつり挽歌」（編曲）
  - 「日本海」（編曲）
  - 「南十字星が見える町から」（編曲）

- 桜田淳子
  - 「夢追い」（編曲）

- 松田聖子
  - 「裸足の季節」（編曲）
  - 「風は秋色」（編曲）
  - 「Eighteen」（編曲）

- 美加マドカ
  - 「Don't Touch Me」（編曲）

- 持田かおり
  - 「泣いていいよ」（編曲）

### アニメ・特撮
アニメ
- 昆虫物語みなしごハッチ（リメイク版）（1989年 - 1990年）
  - 「みなしごハッチ」（編曲／歌：石川ひとみ）
- 世界名作劇場シリーズ
  - 私のあしながおじさん（1990年）
    - 「グローイング・アップ」（編曲／歌：堀江美都子）
    - 「キミの風」（編曲／歌：堀江美都子）

  - 大草原の小さな天使 ブッシュベイビー（1992年）
    - 「微笑みでプロローグ」（編曲／歌：山野さと子）

  - 若草物語 ナンとジョー先生（1993年）
    - 「明日もお天気」（編曲／歌：小坂明子）
    - 「青空のDing-Dong」（編曲／歌：伊藤薫）

- 三つ目がとおる（1990年 - 1991年）
  - 「?のブーメラン」（編曲／歌：徳垣とも子）
  - 「ちょっと魔法でばんそうこ」（編曲／歌：中島安名）

- 思春期美少女合体ロボ ジーマイン（1999年）
  - 「乙女の祈り」（作曲・編曲／歌：岩永雅子）
  - 「rouge」（編曲／歌：岩永雅子）

特撮
- 魔法少女ちゅうかなぱいぱい!（1989年）
  - 「あの娘が街にやって来た」（編曲／歌：朝川ひろこ）
  - 「星空のダイアリー」（編曲／歌：朝川ひろこ）

- 特救指令ソルブレイン（1991年 - 1992年）
  - 「心に冒険を」（作曲／歌：宮内タカユキ）

- 特捜エクシードラフト（1992年 - 1993年）
  - 「実装!!」（編曲／歌：宮内タカユキ）
  - 「スクラム!エクシードラフト」（編曲／歌：沢靖英）
  - 「たよりにしてます本部長」（作曲・編曲／歌：橋本潮）
  - 「それは命」（編曲／歌：宮内タカユキ）
  - 「生命はひとつ」（作曲・編曲／歌：宮内タカユキ）
  - 「勇気と友情のバトル」（編曲／歌：宮内タカユキ）
  - 「嵐を巻きおこせ!」（編曲／歌：宮内タカユキ）

## 音楽担当作品
アニメ
- 思春期美少女合体ロボ ジーマイン（1999年）
- 魔装機神サイバスター（1999年）
- 真ゲッターロボ対ネオゲッターロボ（2000年 - 2001年）
- こみっくパーティー（2001年）
- マジンカイザー（2001年）
- マジンカイザー 死闘!暗黒大将軍（2003年）
- 新ゲッターロボ（2004年）
- BURN-UP SCRAMBLE（2004年）

ドラマ
- 蛇蝎のごとく（2012年）

映画
- 釣りバカ日誌シリーズ
  - 釣りバカ日誌15 ハマちゃんに明日はない!?（2004年）
  - 釣りバカ日誌16 浜崎は今日もダメだった♪♪（2005年）
  - 釣りバカ日誌17 あとは能登なれハマとなれ!（2006年）
  - 釣りバカ日誌18 ハマちゃんスーさん瀬戸の約束（2007年）
  - 釣りバカ日誌19 ようこそ!鈴木建設御一行様（2008年）
  - 釣りバカ日誌20 ファイナル（2009年）
- いきなり先生になったボクが彼女に恋をした（2016年）